# 新屯街道
新屯街道，是中华人民共和国辽宁省抚顺市东洲区下辖的一个乡镇级行政单位。

## 行政区划
新屯街道下辖以下地区：
青泉社区、启运社区、河西社区、南岭社区、莫地社区、东泰社区、通达社区、河东社区和新和社区。